# Phaeosaccion
A Phaeosaccion legfeljebb 20 cm hosszú és 2 cm széles egystromás csöves-zsákszerű hajtású alganemzetség a Phaeosacciophyceaen belül. Névadója Frank Shipley Collins. Típusfaja és 2020-ig egyetlen leírt faja a Phaeosaccion collinsii, melyet 1882-ben írt le William Gilson Farlow.

## Történet
Először William Gilson Farlow írta le 1882-ben a Notes on New England algae c. tanulmányban a Phaeosaccion collinsiivel együtt. Ez 2020-ig a nemzetség egyetlen ismert faja volt, ekkor Peters et al. 2020-ban leírták a Phaeosaccion multiseriatumot és a Phaeosaccion westermeierit, Graf et al. pedig az Phaeosaccion okellyit írták le ekkor.
1971-ben McLachlan et al. megállapították, hogy zoospórái ostorszerkezete a sárgásmoszatok általános ostorszerkezetéhez hasonló, és egyikük kétoldalt masztigonémával rendelkezik, ez alapján megállapították, hogy
Korábban a Phaeosacciophyceae egyetlen nemzetsége volt: bár E. Lemmermann már 1902-ben leírta a Tetrasporopsis nemzetséget Schmidle alapján, annak típusfaját, a Tetrasporopsis fuscescenst pedig 1899-ben leírta és átnevezte, csak 2020-ban jelent meg tanulmány, ahol a Phaeosacciophyceae már 4 nemzetséggel szerepel 2 családban és 1 rendben. Az újonnan a Phaeosacciophyceaebe sorolt nemzetségek a Psammochrysis, a Tetrasporopsis és az Antarctosaccion, utóbbi a Phaeosaccionnal együtt a Phaeosacciaceae, a többi nemzetség a Tetrasporopsidaceae tagja.

### Rendszertantörténet
Farlow eredetileg a barnamoszatok közé sorolta, 1971-ben  a sárgamoszatok közé sorolhatónak tekintették.

## Morfológia

### Sejt
A P. collinsii sejtjei 3,8–7 μm szélesek, a P. multiseriatuméi disztális részükön 6–8, a bazálison 20 μm átmérőjűek, hosszuk 6–10 μm.
Két eltérő hosszú ostora van, egyikük végén masztigonémákkal.
Plasztisza egypirenoidos, parietális, és vörös szemfoltú. A sejtben kevés olaj- vagy krizolaminarinvakuólum van.
Nem ismert cisztaállapota.

### Szervezet
Szárai cső- vagy zsákszerűek, vastagságuk 8–20 (kultúrában akár 150), hosszuk 20–100 μm (800 μm), általában nyílt csoportban vagy tiszta társulásban élnek, közös sejtcsoportból indulnak, és olívaszínűek. Szőrei nincsenek.
A Phaeosaccion collinsii szára egy négysejtes sejtrétegből áll, míg a P. multiseriatum szára alapi részei megvastagodnak, és többsorozatossá alakulnak, a fonálsejtek zoidokká alakulnak, melyek elődeikhez hasonló morfológiájú élőlényekké fejlődnek. Különböző helyen élő példányai különböző számú hamis elágazással rendelkezik.

## Életmód
A Zostera marina epifitonja.
Sporofitonja közel egy hónapig él, majd teljesen eltűnik. Márciusban sok zoospórát termel, melyek 1–2 óráig mozognak, majd lesüllyednek.:131

## Élőhely
Típushelye Nahant tengerpartja, emellett előfordul Grönland és Nagy-Britannia tengerpartjánál is. Sekély vízben fordul elő, a P. multiseriatum legalább 0–15, a P. collinsii 0–4 m-en él.

## Filogenetika
Testvércsoportja a Phaeothamniophyceae lehet.
2024-ben Zimmermann et al. kimutatták, hogy 9 rRNS-marker közül az egyetlen V3- és a 4 V9-marker nem észlelik a Phaeosacciophyceaet, így a 18S rRNS-felismerésben nem használhatók.

### A barnamoszatok rokonsága
Korábban feltételezték, hogy a Giraudyopsis stellifera a barnamoszatok közvetlen őse, de a P. collinsii algináthiánya ezt nem támasztja alá, és molekuláris tanulmányok alapján utóbbi közelebbi rokona a barna- és sárgászöld moszatoknak.

## Fordítás
Ez a szócikk részben vagy egészben  a   Phaeosaccion című angol Wikipédia-szócikk ezen változatának fordításán alapul.  Az eredeti cikk szerkesztőit annak laptörténete sorolja fel. Ez a jelzés csupán a megfogalmazás eredetét és a szerzői jogokat jelzi, nem szolgál a cikkben szereplő információk forrásmegjelöléseként.